# Aleksandr Rozenberg
Aleksandr Nikolayevich Rozenberg (in russo Александр Николаевич Розенберг?; Ladyžyn, 18 ottobre 1967) è un politico moldavo transnistriano, presidente del governo della Transnistria dal 30 maggio 2022.

## Biografia
Aleksandr Rozenberg è nato il 18 ottobre 1967 a Ladyžyn, nell'attuale Ucraina, e' Ebreo. Si è laureato al Pridnestrovian Energy College nel 1986 con una laurea in ingegneria elettrica e presso l'Università statale agraria della Moldova con una laurea simile nel 1994. Ha iniziato la sua carriera lavorando in una fattoria statale nel 1986, ha poi lavorato come ministro dell'agricoltura. 
Nel marzo 2012, Rozenberg ha iniziato a gestire un panificio locale nella capitale della Transnistria, Tiraspol. il 20 gennaio 2022 è diventato ministro dell'agricoltura e delle risorse naturali della Transnistria, carica che ha ricoperto fino alla sua nomina a Primo Ministro della Transnistria il 27 maggio 2022 dal presidente Vadim Krasnolelsky, in seguito alle dimissioni di Aleksandr Martynov. La nomina è entrata in vigore il 30 maggio.